# Notosyrphus goldbachi
Notosyrphus goldbachi är en tvåvingeart som först beskrevs av Fluke 1950.  Notosyrphus goldbachi ingår i släktet Notosyrphus och familjen blomflugor. Inga underarter finns listade i Catalogue of Life.